# 西赤道州
西赤道州（英語：Western Equatoria）是南苏丹的10个州之一，位於該國西南部，西、南分別與中非共和國和剛果民主共和國接壤。面积79,319平方千米，人口為1,731,341人（2006年），首府延比奧，下分10縣。
第二次蘇丹內戰後由南蘇丹管理。